# Neofito II di Costantinopoli
Neofito II (in greco Νεόφυτος Βʹ?; Atene, ... – Costantinopoli, ...; fl. XVII secolo) è stato un arcivescovo ortodosso greco, patriarca ecumenico di Costantinopoli per due volte: dal 3 aprile 1602 a gennaio 1603 e dal 15 ottobre 1607 a ottobre 1612.

## Biografia
Nacque ad Atene e fu metropolita della città dal 1597 al 3 aprile 1602, quando fu eletto Patriarca al posto del suo rivale, Matteo II. Il suo regno fu interrotto un anno dopo, quando fu deposto per via di accuse da vari scandali. Fu inizialmente esiliato a Rodi, ma venne trasferito nel monastero di Santa Caterina nella penisola del Sinai. 
Ritornò sul trono patriarcale il 15 ottobre 1607 e tenne l'ufficio per i cinque anni successivi. Durante questo secondo regno, si occupò di aggiornare l'amministrazione della chiesa e la legge canonica con le esigenze contemporanee e iniziò una serie di misure per pagare i debiti delle finanze patriarcali. Tenne anche rapporti con sovrani occidentali tra cui papa Paolo V e il re Filippo III di Spagna, che sollecitò a intraprendere una crociata per liberare i cristiani ortodossi sotto il dominio dell'impero ottomano, arrivando al punto di accettare in parte la dottrina della Chiesa cattolica, compreso il riconoscimento del primato papale. La sua politica filo-occidentale e le sue esazioni finanziarie gli fecero molti nemici, tra cui Cirillo Lucaris, che riuscì a deporlo nell'ottobre 1612. Originariamente previsto per essere nuovamente esiliato a Rodi, fu protetto dal suo successore, il patriarca Timoteo II, suo protetto. 